# Paraphaenodiscus parus
Paraphaenodiscus parus är en stekelart som först beskrevs av Girault 1915.  Paraphaenodiscus parus ingår i släktet Paraphaenodiscus och familjen sköldlussteklar. Inga underarter finns listade i Catalogue of Life.